# Theodore Roosevelt Schellenberg
Theodore Roosevelt Schellenberg (Condado de Harvey, Kansas, 24 de fevereiro de 1903 - Virgínia, 14 de janeiro de 1970) foi um arquivista estadunidense, criador dos conceitos de valor primário e secundário dos documentos.
Schellenberg doutorou-se em história em 1934, pela Universidade da Pensilvânia. Foi, então, em 1934 e 1935, secretário executivo do comitê sobre material para pesquisa do Conselho Americano de Sociedades Eruditas (American Council of Learned Societes) e do Conselho de Pesquisas em Ciências Sociais (Social Science research Council). E, depois, historiador-assistente do Serviço Nacional de Parques.
Schellenberg iniciou sua carreira no Arquivo Nacional dos Estados Unidos em 1935 e chegou a subdiretor do arquivo entre 1957 e 1963. Teve grande atividade como conferencista e consultor de programas de reforma entre 1954 - quando foi à Austrália - e 1960, quando visitou o Brasil, a convite do Arquivo Nacional.
Segundo José Honório Rodrigues, "Schellenberg era alto, rosado, olhos azuis, falava pouco, parecia introvertido, era sério, competente e rapidamente conhecia os problemas que enfrentava."

## Publicações (em português)
- SCHELLENBERG, Theodore Roosevelt. A avaliação dos documentos públicos modernos. Tradução de Lêda Boechat Rodrigues. Rio de Janeiro: Arquivo Nacional, 1959.
- SCHELLENBERG, Theodore Roosevelt. Problemas arquivísticos do governo brasileiro. Tradução de Lêda Boechat Rodrigues. Rio de Janeiro: Arquivo Nacional, 1960.
- SCHELLENBERG, Theodore Roosevelt. Documentos públicos e privados: arranjo e descrição. Tradução de Manuel A. Wanderley. Rio de Janeiro: Arquivo Nacional, 1963.
- SCHELLENBERG, Theodore Roosevelt. Arquivos modernos: princípios e técnicas. Tradução de Nilza Teixeira Soares. Rio de Janeiro: Editora FGV, 1973.